# Comuna Horșciîk, Korosten
Horșciîk (în ucraineană Горщиківська сільська рада) este o comună în raionul Korosten, regiunea Jîtomîr, Ucraina, formată din satele Berezivka, Horșciîk (reședința), Jupanivka și Piskî.

## Demografie
Componența lingvistică a comunei Horșciîk
     Ucraineană (98,02%)
     Rusă (1,73%)
     Alte limbi (0,18%)
Conform recensământului din 2001, majoritatea populației comunei Horșciîk era vorbitoare de ucraineană (98,02%), existând în minoritate și vorbitori de rusă (1,73%).